# 柴田護
柴田 護（しばた まもる、1918年1月27日 - 1995年10月13日）は日本の内務・自治官僚。香川県出身。

## 概要
京都一中、第三高等学校を経て、1941年3月に東京帝国大学法学部卒業。高等試験行政科に合格し、同年4月に内務省入省（地方局配属）。1942年1月に茨城県経済統制課長に就任。1946年7月に内務省官房調査部、1948年1月に内事局官房自治課、同年4月に地方財政委員会企画課で勤務。1949年に地方自治庁総務課長、1950年5月に地方自治庁府県税課長、1953年10月に自治庁財政課長、1958年6月に北海道総務部長、1960年1月に自治庁官房長（同年7月から自治省官房長）、1962年5月に自治省税務局長、1963年10月に自治省財務局長を歴任。1966年7月に自治事務次官に就任。1969年10月に退官。
1970年5月から1976年7月まで本州四国連絡橋公団副総裁、1976年11月から1979年2月まで阪神高速道路公団理事長、1979年2月から1981年5月まで公営企業金融公庫総裁、1988年9月から1993年4月まで地方制度調査会会長を務めた。
1998年10月13日に死去。

## 著作
- 柴田護『自治の流れの中で──戦後地方税財政外史』ぎょうせい、1975年。